# (6105) Verrocchio
(6105) Verrocchio (4580 P-L) – planetoida z pasa głównego asteroid okrążająca Słońce w ciągu 4,28 lat w średniej odległości 2,64 j.a. Odkryta 24 września 1960 roku.